# Skuddrabene på Aarhus Universitet
Skuddrabene på Aarhus Universitet er den eneste skolemassakre i Danmarkshistorien og bliver derfor tit nævnt i de danske medier i forbindelse med skudmassakrer begået af elever/studerende på skoler i den vestlige del af verden.
Gerningsmanden havde været tilmeldt studiet siden 1986.

## Hændelse
Den 5. april 1994 om formiddagen gik en 35-årig mandlig studerende, Flemming Nielsen, fra Silkeborg ind i en lille kantine på Aarhus Universitet, der lå i forbindelse med Nordisk Institut på hjørnet af Aldersrovej og Niels Juels Gade.
Han trak et oversavet jagtgevær op af en sportstaske og dræbte to kvindelige studerende samt sårede to andre kvindelige studerende. Derefter låste han sig inde på et toilet og begik selvmord ved at skyde sig selv i hovedet.
Senere samme dag fandt politiet et afskedsbrev på mandens kollegieværelse, hvori han havde skrevet, at han ikke kunne klare mere, og at han ville dræbe nogle personer, inden han ville tage sit liv.
I 2003 fik tv-programmet Krimizonen på DR1 adgang til to af Flemming Nielsens afskedsbreve. Heri fremgik det, at han specifikt ville slå kvinder ihjel.